# Ruth Lorenzo
Ruth Lorenzo Pascual, eller blot Ruth Lorenzo (født 10. november 1982) er en spansk sangerinde, bedst kendt som deltager i den britiske udgave af X Factor i 2008. Hun repræsenterede Spanien ved Eurovision Song Contest 2014 med sangen "Dancing in the Rain".

## Biografi
Ruth Lorenzo er født den 10. november 1982. Hun deltog i 2008 i den britiske udgave af X Factor, hvor hun endte i Top 5. Den 22. februar 2014 deltog hun i Mira Quién Va A Eurovisión, den spanske forhåndsudvælgelse til Eurovision Song Contest 2014, med sangen "Dancing in the Rain". Her vandt hun over fire konkurrenter, og dermed retten til at repræsentere Spanien ved Eurovision 2014 i København. Sangen gik direkte i finalen den 10. maj, da Spanien sammen med Tyskland, Italien, Frankrig og Storbritannien er direkte kvalificerede hvert år. Den endte på en 10. plads med 74 point.